# 魯赫施托克山
46°51′23″N 8°28′15″E / 46.85639°N 8.47083°E

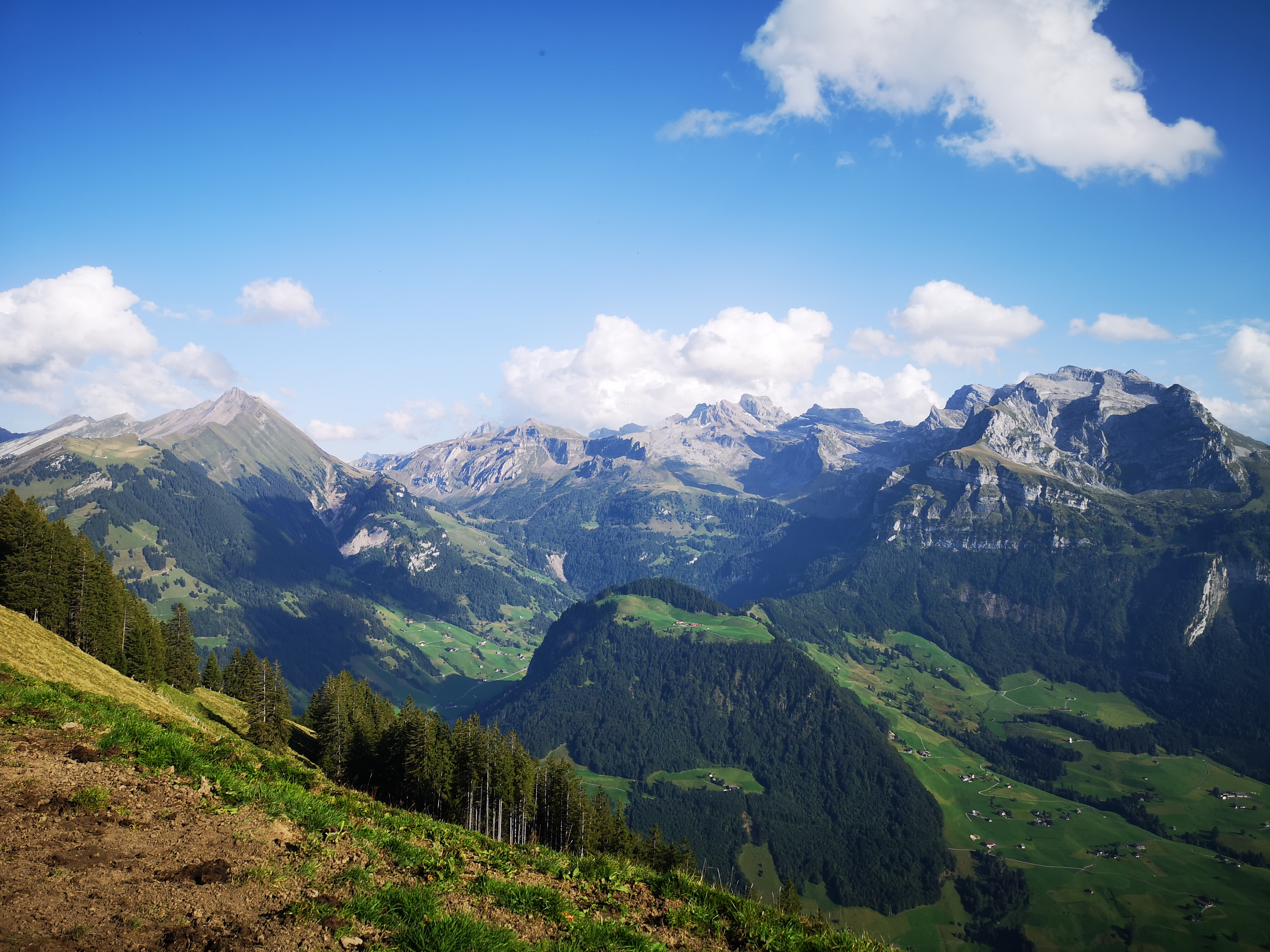

魯赫施托克山（Ruchstock），是瑞士的山峰，位於該國中部，處於下瓦爾登州和烏里州接壤的邊界，屬於烏里山的一部分，海拔高度2,813米，每年平均降雨量2,385毫米。